# UFC on ESPN: Sandhagen vs. Figueiredo
UFC on ESPN: Sandhagen vs. Figueiredo (conosciuto anche come UFC on ESPN 67) è stato un evento di arti marziali miste tenuto dalla Ultimate Fighting Championship il 3 maggio 2025 alla Wells Fargo Arena di Des Moines, negli Stati Uniti.

## Risultati
|                  | Divisione             |                   |                 |                      | Metodo                                   | Round           | Tempo           | Premio          |
| Card Principale  | Card Principale       | Card Principale   | Card Principale | Card Principale      | Card Principale                          | Card Principale | Card Principale | Card Principale |
| ---------------- | --------------------- | ----------------- | --------------- | -------------------- | ---------------------------------------- | --------------- | --------------- | --------------- |
|                  | Pesi gallo            | Cory Sandhagen    | batte           | Deiveson Figueiredo  | KO tecnico (infortunio al ginocchio)     | 2               | 4:08            | POTN            |
|                  | Pesi medi             | Reinier de Ridder | batte           | Bo Nickal            | KO (ginocchiata al corpo)                | 2               | 1:53            | POTN            |
|                  | Pesi welter           | Daniel Rodriguez  | batte           | Santiago Ponzinibbio | KO tecnico (pugni)                       | 3               | 1:12            |                 |
|                  | Pesi gallo            | Montel Jackson    | batte           | Daniel Marcos        | Decisione unanime (30–27, 30–27, 30–27)  | 3               | 5:00            |                 |
|                  | Pesi gallo            | Serhiy Sidey      | batte           | Cameron Smotherman   | Decisione unanime (30–27, 29–28, 29–28)  | 3               | 5:00            |                 |
|                  | Pesi leggeri          | Mason Jones       | batte           | Jeremy Stephens      | Decisione unanime (30–27, 30–27, 30–27)  | 3               | 5:00            |                 |
| Card Preliminare |                       |                   |                 |                      |                                          |                 |                 |                 |
|                  | Pesi gallo femminili  | Yana Santos       | batte           | Miesha Tate          | Decisione unanime (29–28, 29–28, 29–28)  | 3               | 5:00            |                 |
|                  | Pesi medi             | Azamat Bekoev     | batte           | Ryan Loder           | KO tecnico (pugni)                       | 1               | 2:44            | POTN            |
|                  | Pesi paglia femminili | Gillian Robertson | batte           | Marina Rodriguez     | KO tecnico (pugni)                       | 2               | 2:07            |                 |
|                  | Pesi gallo            | Quang Le          | batte           | Gastón Bolaños       | Sottomissione tecnica (rear-naked choke) | 2               | 1:54            | POTN            |
|                  | Pesi massimi          | Thomas Petersen   | batte           | Don'Tale Mayes       | Decisione unanime (30–25, 30–26, 30–26)  | 3               | 5:00            |                 |
|                  | Pesi mosca femminili  | Juliana Miller    | batte           | Ivana Petrović       | Decisione unanime (29–28, 29–28, 29–28)  | 3               | 5:00            |                 |

## Premi
I lottatori premiati ricevettero un bonus di 50.000 dollari.
Legenda:
- FOTN: Fight of the Night (vengono premiati entrambi gli atleti per il miglior incontro dell'evento)
- POTN: Performance of the Night (viene premiato il vincitore per la migliore performance dell'evento)